# مادة حبيبية

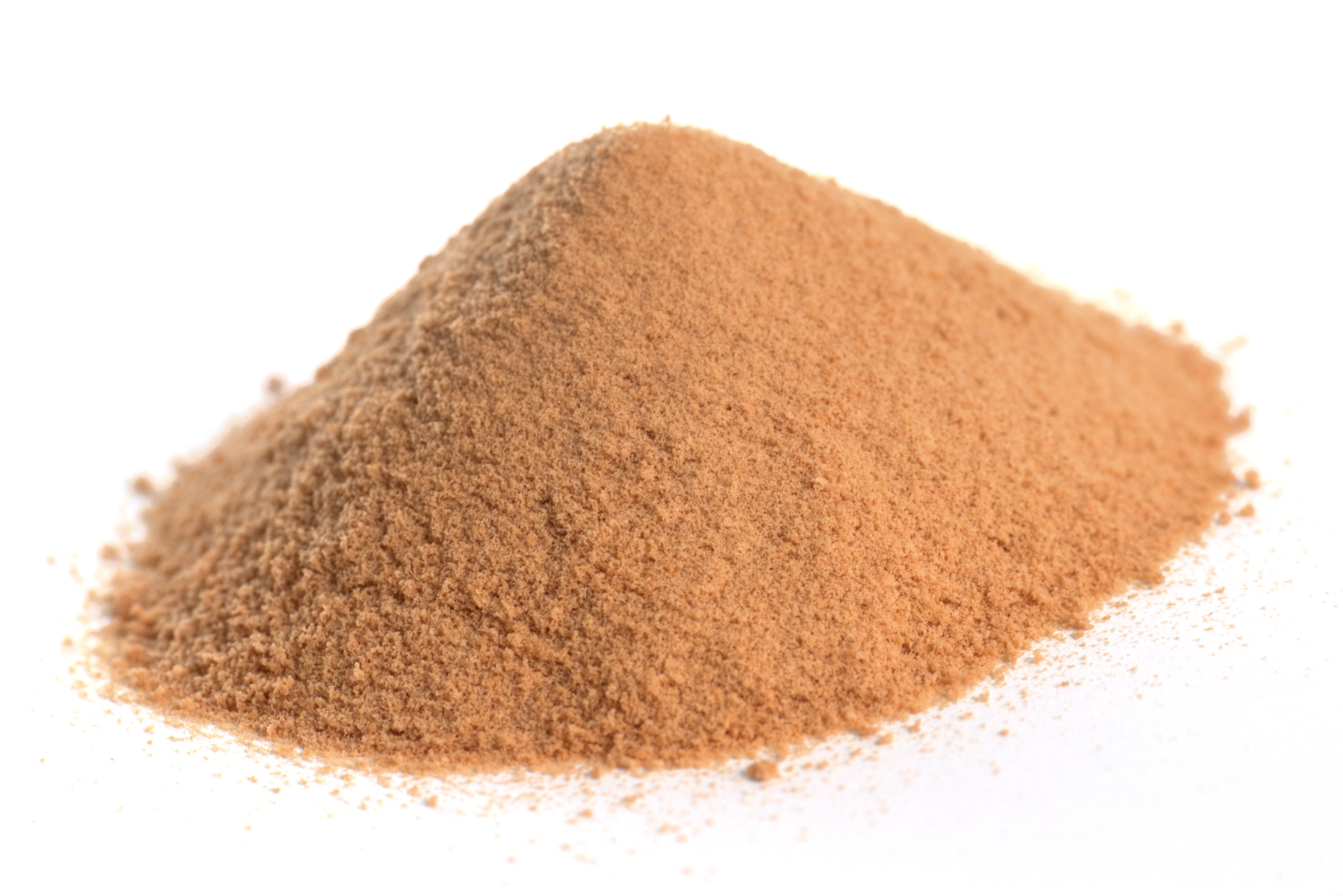

المادة الحبيبية عبارة عن تكتل من الجسيمات الصلبة المنفصلة والمجهرية التي تتميز بخسارة الطاقة كلما تفاعلت الجسيمات (المثال الشائع هو الاحتكاك عند التصادم). إن المكونات التي تتكون منها المادة الحبيبية كبيرة بما يكفي لكي لا تخضع لتقلبات الحركة الحرارية. وبالتالي، فإن الحد الأدنى لحجم الحبيبات في المادة الحبيبية يبلغ حوالي 1 ميكرومتر، وفي الحد الأقصى للحجم، يمكن تطبيق فيزياء المواد الحبيبية على العوامات الجليدية حيث تكون الحبيبات الفردية كتلًا جليدية، وعلى أحزمة الكويكبات في النظام الشمسي حيث تكون الحبيبات المنفردة كويكبات.

## المواد الصلبة الحبيبية
عندما يكون متوسط طاقة الحبيبات المنفردة منخفضًا، والحبيبات ثابتة نسبيًا بالنسبة لبعضها البعض، فإن المواد الحبيبية تعمل كمادة صلبة. بشكل عام، لا يتوزع الضغط في مادة صلبة حبيبية بشكل موحد، بل يتم على امتداد ما يسمى بسلاسل القوة التي هي شبكات من الحبيبات المرتبة فوق بعضها البعض. بين هذه السلاسل مناطق ذات ضغط منخفض تكون حبيباتها محمية.

## المواد الغازية الحبيبية
إذا كانت المواد الحبيبية تندفع بقوة بحيث تصبح الروابط بين الحبيبات نادرة جدًا، تدخل المادة في حالة غازية. في المقابل، يمكن للمرء أن يعرف درجة الحرارة الحبيبية حيث أنها تساوي متوسط الجذر التربيعي لتذبذبات سرعة الحبيبات المشابهة لدرجة الحرارة الديناميكية. على عكس الغازات التقليدية، فإن المواد الحبيبية تميل إلى التكتل بسبب طبيعة التلاشي للتصادمات بين الحبيبات.
لهذا التجميع بعض النتائج المثيرة. على سبيل المثال، إذا اهتزت بقوة علبة مقسمة جزئيًا من المواد الحبيبية، فإن الحبوب تميل بمرور الوقت إلى التجمع في أحد الأجزاء بدلًا من أن تنتشر بالتساوي في الجزئين كما يحدث في الغاز التقليدي. لا ينتهك هذا التأثير، المعروف باسم عفريت ماكسويل الحبيبي، أيًا من مبادئ الديناميكا الحرارية لأن الطاقة تفقد باستمرار من النظام خلال العملية.